# Zwölferkogel
Zwölferkogel je hora v alpském pohoří Totes Gebirge, 25 km východně od rakouského lázeňského města Bad Ischl. Vrchol dosahuje nadmořské výšky 2093 metrů a vede přes něj hranice mezi rakouskými spolkovými zeměmi Štýrsko a Horní Rakousy.

## Přístup
Nejkratší výstup na Zwölferkogel vede ze severu od jezera Almsee, po značené cestě 213. V sedle Grießkarscharte (1927 m n. m.) odbočuje doprava neznačená odbočka na vrchol. Nedaleko sedla se nachází i jeskyně Eiskapelle (ledová kaple), kde se drží sníh po celý rok. Celkové převýšení od Almsee je asi 1500 metrů.

## Galerie

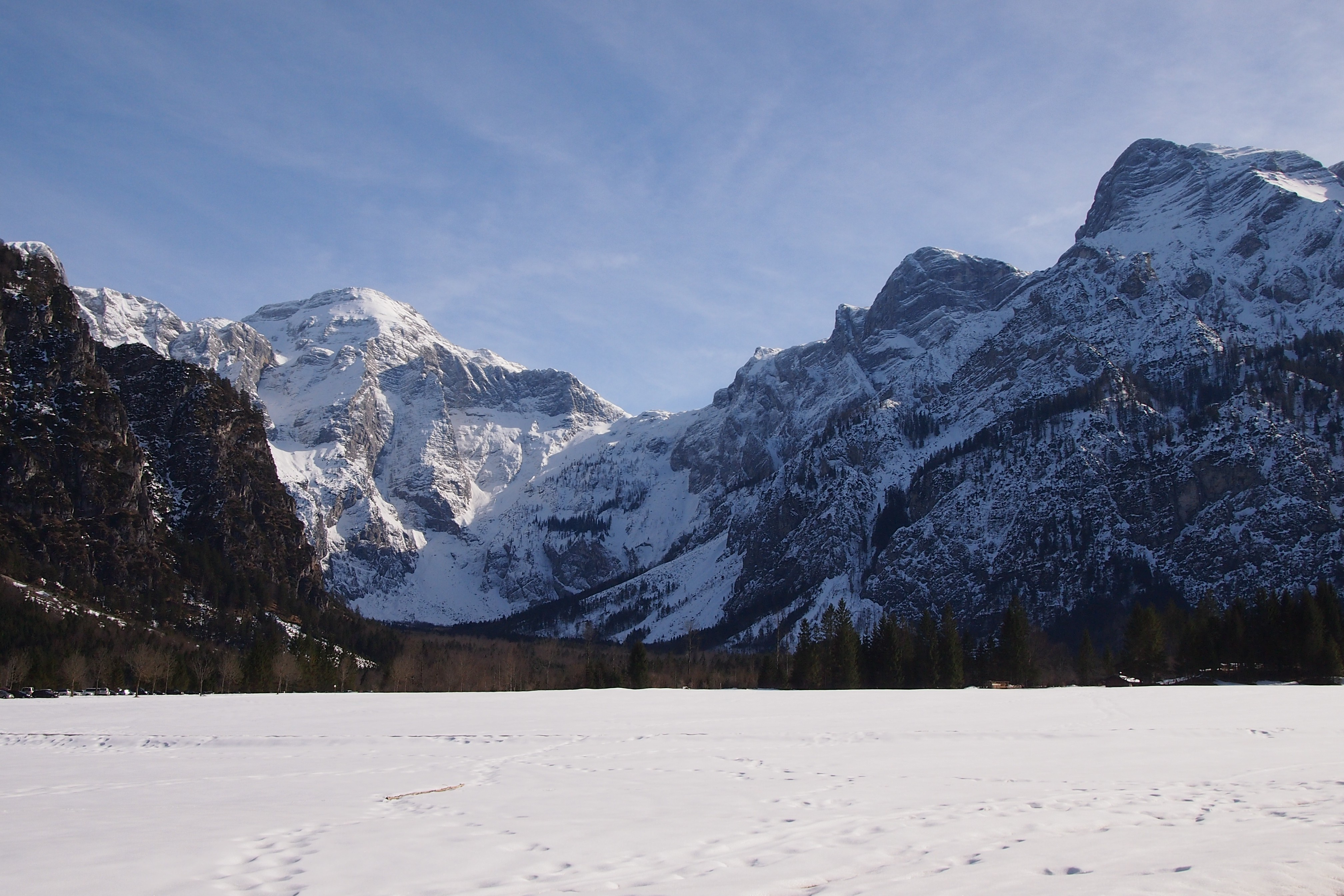
Zwölferkogel a vlevo Rotgschirr

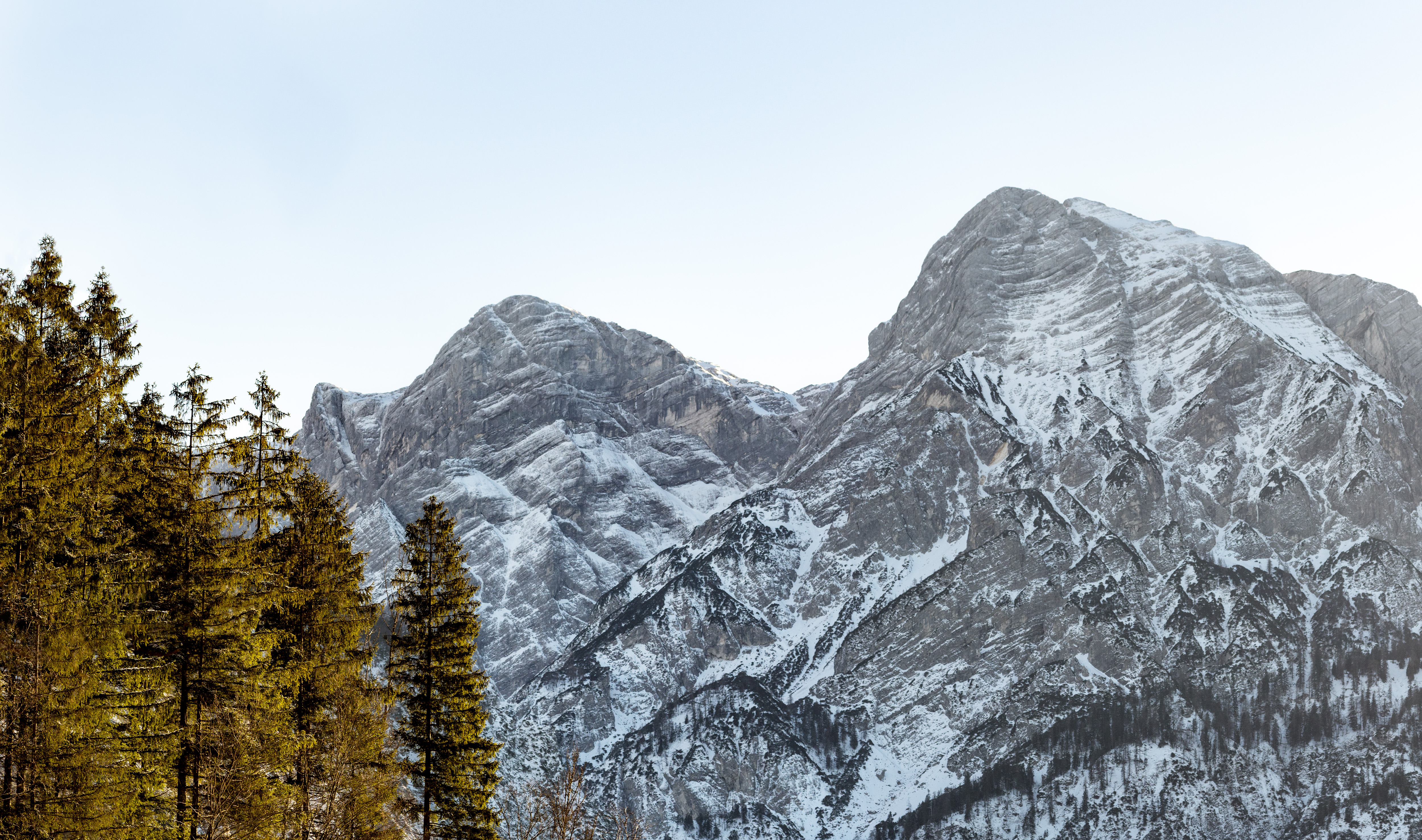
Zwölferkogel na začátku jara